# José de Marimón y Corvera
José de Marimón y Corvera-Santcliment (1662 - 7 de diciembre de 1747), II Marqués de Serdañola, fue un noble y militar español del principado catalán.

## Biografía
Hijo del primer marqués de Serdañola, Félix de Marimón y de Tord, victorioso general de Felipe V en la Guerra de Sucesión Española, que fue regente de la Tesorería de Cataluña y ministro en los consejos de Aragón e Italia, así como virrey de Mallorca, y de Jerónima de Corvera-Santcliment y Pons. José de Marimón sucedió a su padre en el marquesado en 1721. Participó en las Cortes de Cataluña en 1701, junto a su padre, habilitado por el brazo militar, y fue superintendente de las Atarazanas Reales y gobernador militar de la ciudad de Barcelona. Fue nombrado de forma extraordinaria consejero de capa y espada del Consejo de Aragón, para que pudiera sustituir a su padre en caso necesario y mantener la presencia del Principado de Cataluña en el consejo. Casado desde 1686, tuvo un hijo, Juan Antonio de Marimón y González de Velasco, que sería el tercer marqués de Serdañola.